# 布拉柴维尔会议
布拉柴维尔会议（法語：Conférence de Brazzaville）是第二次世界大战期间于1944年1月在法属赤道非洲首都布拉柴维尔由自由法国政治家以及各殖民地总督与官员所举行的会议。
法国沦陷后，维希法国接管法国殖民地。但在二战期间，各殖民地最终均被说服或被武力胁迫转向效忠自由法国。1944年1月，自由法国政治家和法国非洲殖民地的高级殖民官员在布拉柴维尔举行会议。会议建议进行政治、社会和经济改革，并达成了《布拉柴维尔宣言》。
戴高乐认为，自由法国必须获得这些殖民地的支持。因此他对殖民地做出许多让步。这些让步包括结束普遍存在的强迫劳动、结束针对黑人的法律、建立议会、并在未来建立法兰西联盟、以及非洲各殖民地将在法国国民议会获得席位。但拒绝未来给与各殖民独立。 
法国殖民地在完成所谓的让步后排除了任何实施自治的可能性，也排除了殖民地变革的可能性。而最终的宪法，甚至都不打算未来给予殖民地自治。

## 背景
二战期间，自由法国仰赖来自殖民地的支持，在法国解放过程发挥重要作用。突尼斯战役结束后，法国除法属印度支那的全部殖民地转向支持自由法国。
因而，法国民族解放委员会开始试图就殖民地未来进行规划；法属北非民族主义运动增长和当地社区之间的紧张关系，特别是在阿尔及利亚与突尼斯愈演愈烈；此外，法国得到反殖民地立场美国之援助以及马达加斯加在被英国进攻后仍占领该岛一月，这削弱了法国在当地的权威。
法国民族解放委员会的殖民地专员勒內·普利文希望避免未来殖民地提交给国际仲裁，并为此在法属赤道非洲组织了布拉柴维尔会议。

## 会议
起初，法国民族解放委员会希望所有自由法国殖民地总督参加会议，但出于战争缘故，此次会议仅有法属非洲各总督参加。会议邀请函发给了21位总督、9位临时协商会议成员以及来自阿尔及利亚、突尼斯和摩洛哥的6位观察员。
戴高乐在会议开幕时说，在菲利普·贝当及其专制政权多年的统治下，他希望为法国建立新的基础，而新政府对法国殖民地将持更宽容开放之态度。戴高乐希望恢复法国与法属非洲殖民地之关系。
布拉柴维尔会议被视为法国及其殖民帝国的转折点。许多历史学家认为它是走向非殖民化的第一步，尽管是不确定的一步。

## 宣言
《布拉柴维尔宣言》包括以下几点：
1. 法兰西殖民帝国保持统一；
2. 各殖民地都将建立半自治的议会；
3. 法国殖民地的公民将与法国公民享有平等的权利；
4. 法国殖民地的公民有法国国民议会投票权；
5. 殖民地原住民可任殖民地机构之职位；
6. 进行经济改革，以减少法国对殖民地的经济剥削。

但对殖民地完全独立的要求被拒绝。
法国的文明使命排除了任何自治的想法或在殖民帝国之外实行的可能性；即便是在遥远的未来，殖民地自治也是不被允许的。